# NGC 914
NGC 914 is een spiraalvormig sterrenstelsel in het sterrenbeeld Andromeda. Het hemelobject werd op 30 november 1878 ontdekt door de Franse astronoom Édouard Jean-Marie Stephan.

## Synoniemen
- PGC 9253
- UGC 1887
- MCG 7-6-17
- ZWG 539.23
- IRAS02229+4155